# 페노마니아
페노마니아(스웨덴어: fennomania) 또는 수오멘미엘리쉬스(핀란드어: suomenmielisyys), 수오멘키흐코(핀란드어: suomenkiihko)는 19세기 핀란드 대공국에서 가장 중요했던 정치 운동이다.
크림 전쟁 이후 핀란드 민족자각세력들은 언어투쟁을 벌이며 그전까지는 농민들이나 사용했던 핀란드어와 핀인 문화를 국민적 언어 및 문화로 만들려고 했는데 이것이 페노마니아다. 페노마니아의 강령은 요한 빌헬름 스넬만의 “우리는 더 이상 스웨덴인이 아니다. 그렇다고 우리는 러시아인이 될 수도 없다. 그러므로 우리는 핀인이 되어야 한다”로 요약할 수 있다. 이에 반대하여 스웨덴어의 공용어 지위를 지키고 핀란드와 게르만족의 유대를 강화시키려 한 조류를 스베코마니아(스웨덴어: svecomania)라고 한다.
페노마니아에 참여한 사람들은 대개 스웨덴어가 모국어였으며, 주요 이데올로그였던 스넬만 역시 그랬다. 당대 핀란드에는 스웨덴계 성씨가 흔했으며 페노마니아 운동가들 역시 마찬가지였다. 페노마니아 운동가들은 거의 대부분 19세기 말을 거치며 자신들의 성씨를 핀란드어화했다.
19세기 말 20세기 초를 거치며 페노마니아는 핀란드당과 청년 핀란드당 두 정당으로 세력화되었으며 이후 핀란드 민족주의-보수주의의 원류를 이루었다.

## 주요 인물
- 다니엘 유슬레니우스
- 프레드릭 퀴그나에우스
- 위리외 사카리 위리외코스키넨
- 알렉산드라 그리펜베르그
- 라우리 키베캐스
- 요한네스 린난코스키
- 아가톤 메우르만
- 햘마르 멜린
- 율리우스 크로흔
- 유호 쿠스티 파시키비
- 에밀 네스토르 세탤래
- 요한 빌헬름 스넬만
- 에로 얘르네펠트
- 오토 도네르
- 헤이키 렌발

## 같이 보기
- 핀란드의 역사
- 범투란주의